# Хронологија радничког покрета и СРПЈ(к) 1919.
| претходна целина: ◄ до 1919. |                              |
| Хронологија радничког покрета и Комунистичке партије Југославије од 1919. до 1929. године 1919. 1920. 1921. 1922. 1923. 1924. 1925. 1926. 1927. 1928. 1929. | следећа целина: 1930—1939. ► |

Хронолошки преглед важнијих догађаја везаних за Раднички покрет Југославије и Социјалистичку радничку партију Југославије (комуниста) (СРПЈ (к)) (касније Комунистичка партија Југославије — КПЈ), као и општа политичка дешавања која су се догодила у Краљевини Срба, Хрвата и Словенаца током 1919. године.
Напомена: Почетком 1919. године на територији читаве Краљевине Срба Хрвата и Словенаца уведен је Грегоријански календар, чиме је усаглашен календар — пошто се на територији данашње Словеније, Хрватске, Босне и Херцеговине и Војводине користио Грегоријански, а на територији данашње Србије (без Војводине), Црне Горе и Македоније Јулијански календар. Нови календар уведен је 27. јануара, односно 14. јануара по старом календару.
| Јануар Фебруар Март Април Мај Јун Јул Август Септембар Октобар Новембар Децембар |

## 1919. година
Година 1919. је била прва година мира и прва година новостворене југословенске државе — Краљевине Срба, Хрвата и Словенаца. Ово је била година консолидације радничког и социјалистичког покрета и његовог уједињења, што је довело до стварања Социјалистичке радничке партије Југославије (комуниста), као и година првих политичких несугласица у новој држави.
Почетак године обележио је рад на уједињењу свих радничких и социјалистичких партија и групација и стварању јединствене партије југословенског пролетаријата. Ово је крајем јануара довело до подела унутар Социјалдемократске странке Хрватске и Славоније, на присталице и противнике уједињења. Током фебруара у Југославију је из Русије стигла група југословенских револуционара, који су учествовали у социјалистичкој револуцији. Такође у фебруару је на подручју Хрватске и Славоније уведено обавезно осмочасовно радно време, а оно је крајем године уведено и у осталим деловима земље.
У периоду фебруар-март одржани су конгреси и конференције већине југословенски социјалдемократских странака на којима је донета одлука о њиховом уједињењу. „Конгрес уједињења“ одржан је 22. априла у Београду и тада је створена СРПЈ(к). Истог дана одржан је и „Конгрес уједињења“ југословенских синдиката.
Празник рада 1. мај ове године био је прослављен уз штрајкове и демонстрације, јер су власти забраниле његово прослављање. Највеће демонстрације биле су на територији Босне и Херцеговине, где је био избио генерални штрајк. Још један генерални штрајк „пролетерске солидарности“ избио је „21. јул“а у знак подршке совјетским републикама у Русији и Мађарској. Овај штрајк осујетио је намеру Владе да пошаље своје трупе да интервенишу против револуционарних снага у Мађарској.
Током јула и августа у жижи јавности била је „афера Дијамантштајн“ у којој су били ухапшени прваци СРПЈ(к) — Филип Филиповић, Сима Марковић, Владимир Чопић и Сима Миљуш. Они су били оптужени да су припремали „бољшевички преврат“ у Југославији. Половином августа, услед недостатка доказа били су пуштени на слободу. Током октобра у Загребу је основан Савез комунистичке омладине Југославије (СКОЈ), а у Трбовљу је избио велики штрајк рудара.
Политички живот у новоствореној држави, почетком године обележила је „Божићна побуна“ у Црној Гори, коју су покренуле присталице свргнуте династије Петровић и противници уједињења. Побуна је била угушена у првим данима, а поједини видови отпора трајали су све до 1924. године. Ова побуна проузроковала је дубоку подељеност становништва у Црној Гори, која је била трајала наредних неколико деценија, на присталице и противнике уједињења. Ова побуна била је само почетак отвореног исказивања незадовољства делова југословенских народа који су били незадовљони уједињењем.
Прва политичка криза настала је крајем фебруара и почетком марта када је формирано „Привремено народно представништво“, у које су били делегирани посланици из скупштине Краљевине Србије и Краљевине Црне Горе, као и скупштина југословенских покрајина унутар Аустроугарске. У расподели мандата многе странке (углавно социјалдемократске оријентације) остале су ускраћене за мандате, што је довело до бојкотовања парламента од дела тих странака, као и од стране Хрватске пучке сељачке странке (ХПСС). Ова странка имала је у почетку малу подршку, али је својим отпором властима из Београда, стекла већу популарност код дела хрватског становништва које је било незадовољно уједињењем. У августу је била формирана нова Влада, на чијем се челу налазио Љуба Давидовић. Током 1919. године створено је неколико нових партија, које ће у каснијим годинама имати великог политичког утицаја - Демократска странка и Југословенска муслиманска организација.
У међународном радничком покрету 1919. годину су обележили следећи догађаји - убиство Розе Луксембург и Карла Либкнехта, у јануару, оснивање Комунситичке интернационале, у марту и основање Комунистичке омладинске интернационале у новембру.
| Јануар Фебруар Март Април Мај Јун Јул Август Септембар Октобар Новембар Децембар |

## Јануар

#### 6. јануар
- У Црној Гори избила тзв „Божићна побуна“, којом су противници уједињења — Зеленаши, потпомогнути Краљевином Италијом, покушали да преузму власт у Црној Гори. Један од организатора побуне био је капетан Крсто Поповић. Побуна је угушена у првим данима, а поједини видови отпора трајали су све до 1924. године. Као резултат побуне настала је дугогодишња подела народа у Црној Гори, на присталице уједињења и противнике.

#### 9. јануар
- У Загребу почео излазити лист „Пламен“, полумесечник који се бавио проблемима из културе. Уредници часописа били су Аугуст Цесарец и Мирослав Крлежа. По оријентацији часопис је био јединствен у Југославији, јер је извршио револуцију друштвене свести у складу с комунистичким ставовима и захтевао нову културну, идејну, политички и социјалну садржину друштва. Забрањен је после свега 15 издатих бројева, 8. августа исте године.[1]

#### 11. јануар
- У Славонској Пожеги покренуто „социјалистичко гласило“ „Народна воља“. Од свог 17. броја (26. маја 1919. године) постао је гласило Социјалистичке радничке партије Југославије (комуниста) (СРПЈ(к)), а након Вуковарског конгреса гласило Комунистичке партије Југославије (КПЈ). Од 14. октобра 1920. године излазио је под насловом „Сељачко-радничко гласило Комунистичке партије Југославије мјесних скупина: Брода, Пожеге, Н. Градишке, Пакраца, Дарувара и Окучана“. Лист је забрањен 24. децембра 1920. године.[1]

#### 15. јануар
- У Берлину (Немачко царство), у јеку терора снага Немачке владе над члановим и руководиоцима Комунистичке партије Немачке убијени Роза Луксембург (1871—1919) и Карл Либкнехт (1871—1919), руководиоци КП Немачке.[1]

#### 26. јануар
- На Земаљској конференцији Социјалдемократске странке Хрватске и Славоније (СДСХС), која је одржана од 26. до 28. јануара и имала значај конгреса, дошло је до најјачег супротстављања гледишта у погледу будућег деловања странке. Главни одбор и његове присталице су заступали потребу сарадње с грађанским странкама у циљу стабилизације новостворене јединствене државе, а опозициона група (тзв. „лева група“) изјашњавала се за уједињење југословенског пролетаријата и непомирљиву револуционарну класну борбу. Приликом избора новог Главног одбора, „лева група“ је одбила да учествује у његовом избору и формирала Акциони одбор уједињене опозицијије. Овај одбор одиграо је значајну улогу у формирању СРПЈ(к), а већина организација СДСХ је приступила новооснованој партији.[2]

#### 27. јануар
- У читавој Краљевини Срба, Хрвата и Словенаца ступио на снагу Грегоријански календар, чиме је усаглашен календар у читавој држави. Пошто се на територији, данашњих дражава — Србије (без Војводине), Црне Горе и Македоније, користио Јулијански календар, одлучено је да први дан после 14. јануара буде 28. јануар. Српска православна црква (СПЦ) наставила је и даље да користи Јулијански календар.

| Јануар Фебруар Март Април Мај Јун Јул Август Септембар Октобар Новембар Децембар |

## Фебруар

#### 12. фебруар
- На Загребачком свеучилишту основано „Удружење академске социјалистичке омладине“, чији је председник био Симо Миљуш. Ово удружење било је наследник, Социјалистичке школе, основане марта 1918. године. Средином 1919. године Удружење се поделило на два дела — малобројне центрумаше и левичаре. Левичари, који су били у бројнији, су почетком октобра напустили Удружење и основали „Клуб студената комуниста“. Клуб је одиграо значајну улогу у оснивању Савеза комунистичке омладине Југославије (СКОЈ) и његовој афирмацији на Загребачком свеучилишту. Рад клуб је текао све до 30. децембра 1920. године, када је забрањен доношењем „Обзнане“.[2]
- У току ноћи 12/13. фебруара, у Југославију из Совјетске Русије стигла група југословенских револуционара, предвођена Спасојем Стејићем Баћом. У току од новембра 1918. до фебруара 1919. године у Југославију је стигло око 150 револуционара, међу којима и Лазар Вукичевић и Никола Груловић.[2]

#### 18. фебруар
- На подручју Хрватске и Славоније уведено осмочасовно радно време. Ово је био резултат интензивиране радничке борбе, од друге половине 1918. и почетком 1919. године; а у организацији Општег радничког савеза, 6. фебруара је био организован двосатни генерални штрајк. Наредба о осмочасовном радном времену важила је за све врсте радника у занатству и индустрији, а крајем године је проширена на читаву Краљевину СХС (у почетку су је послодавци слабо примењивали).[3]

#### 21. фебруар
- На подручју Босне и Херцеговине изведен петочасовни протестни генерални штрајк радника Сарајева, Мостара, Тузле, Бањалуке, Травника, Зенице и Босанског Брода у којем је учествовало око 30.000 радника. Организатор штрајка била је СДС БиХ, а поводи за штрајк су били - лош положај радника и незадовољство политиком Земаљске владе за Босну и Херцеговину због одлуке да СДС БиХ добије само два мандата у Привременом народном представништву.[3]

| Јануар Фебруар Март Април Мај Јун Јул Август Септембар Октобар Новембар Децембар |

## Март

#### 1. март
- У Београду се састало „Привремено народно представништво“ — које је имало улогу народне скупштине Краљевине Срба, Хрвата и Словенаца до избора за Уставотворну скупштину. Оно је имало 296 посланика, који су били већином представници ранијих парламената појединих југословенских покрајина у оквиру Аустроугарске, као и посланици парламената Краљевине Србије и Краљевине Црне Горе, изабраних пре Првог светског рата. Сазивање овог парламента довео је до нових сукоба унутар радничког покрета Југославије — тада је дошло до поделе на реформистичке и револуционарне снаге. Витомир Кораћ и његови следбеници из Хрватске, Словеније, Војводине и Босне и Херцеговине, прихавтили су понуђене мандате и постали своје предстванике у парламент, где су организовали Клуб посланика социјалиста. Лево оријентисано социјалдемократи тзв „револуционарна фракција“ из Србије, Босне и Херцеговине, Хрватске, Далмације и Војводине, бојкотовали су рад парламента. ССДС је бојкотовала парламент јер је уместо 12 добила само један мандат. Поред њих у бојкоту парламента учествовала је и ХПСС Стјепана Радића, која је добила свега два мандата.[3]

#### 2. март
- У Москви (Руска СФСР), од 2. до 4. марта, под руководством Владимира Илича Лењина, одржан Оснивачки конгрес Комунистичке интернационале (познате под називима „Коминтерна“ и „Трећа нтернационала“). Ова организација постојала је до 1943. године, а као резултат њеног деловања створено је јединство радничких партија Европе. Илија Милкић је на Конгресу представљао Југословенску комунистичку групу при РКП(б) и био је изабран у Извршни одбор Коминтерне (после оснивања СРПЈ(к), он је добио пуномоћ да је представља у Коминтерни).[4]
- На позив Месне организације Српске социјалдемократске странке и Синдикалног већа, у Београду је одржано 20 протестних зборова грађана против сталног повећања кирија од стране власника станова.[4]

#### 4. март
- У Београду обновљен рад Радничко уметничке групе „Абрашевић“, која је била основана још 1905. године. Рад групе је био прекинут током Првог светског рата. Рад групе је био обновљен са задатком да преко културно-уметничке активности делује социјалистичка пропаганда и агитација међу радницима Београда.[4]

#### 8. март
- Банкарски чиновници свих подружница загребачких и осјечких новчаних завода почели са штрајком на територији Хрватске, Славоније и Хрватског приморја тражећи боље радне и материјалне услове. Штрајк је трајао до 20. марта и завршио се победом чиновника.[4]

#### 9. март
- У подножју Стражилова, на Фрушкој гори одржан илегални састанак на ком је формиран „Југословенски комунистички револуционарни савез пелгићеваца“. Ову организацију чинило је 48 чланова, углавном из Војводине и Славоније, а највећи број њих су били повратници из Совјетске Русије, где су учествовали у Октобарској револуцији. Међу њим су били и Лазар Вукичевић и Никола Груловић, чланови Централног комитета Комунистичке партије (бољшевика) Срба, Хрвата и Словенаца (формиране новембра 1918. у Москви). На овом састанку одлучено је да пелагићевци учествују на Конгресу уједињења.[4]
- У Београду одржан велики протестни збор радника на ком су говорили др Живко Топаловић, Филип Филиповић и Јово Јакшић.[5]

#### 16. март
- У Ћуприји одржан велики протестни збор у присуству 600 грађана на ком је говорено о тешком положају сиротиње и захтевана је радничка контрола при набавци и подели хране. Истог дана, на протестном збору у Алексинцу, који је сазвала Месна организација ССДС, у присуству 300 грађана и радника, говорено је против скупоће.[5]

#### 20. март
- У Москви (Руска СФСР) основан „Југословенски совјет“ - организација чији је задатак био пребацивање југословенских револуционара из Совјетске Русије у Краљевину СХС. У президијум Совјета тада су ушли Илија Милкић, Антон Дробник, Иван Олром, Драгутин Видњевић и Милан Глумац. На челу Совјета током 1920-21. године налазио се Димитрије Георгијевић.[5]

#### 24. март
- У Суботици одржан Социјалдемократски конгрес, на ком је одлучено да делегати социјалдемократских организација Бачке и Баната, које су дотада биле у организационим оквирима Социјалдемократске партије Мађарске, учествују на Конгресу уједињења југословенског радничког покрета.[5]

#### 25. март
- Одржана конференција Социјалдемократске странке Далмације. На конференцији је изражена спремност за основање нове, револуционарне, јединствене партије југословенског радничког покрета.[6]

#### 28. март
- У Београду, од 28. до 30. марта, одржана конференција делегата покрајинских социјалдемократских партија на изради основа за „Конгрес уједињења“.[6]

| Јануар Фебруар Март Април Мај Јун Јул Август Септембар Октобар Новембар Децембар |

## Април

#### 6. април
- Формирана прва социјалдемократска организација на Цетињу. Четири дана касније, 10. априла, изабрана је нова управа у саставу — Јован Калуђеровић, председник, Јован Томашевић, секретар и Јошо Деља, благајник, као и делегати за „Конгрес уједињења“. Почетком априла у Црној Гори су вршене припреме за Оснивачки конгрес СРПЈ(к), у оквиру којих је формирано неколико социјалистичких организација и изабрани делегати за Конгрес.
- У Београду одржано 20 протестних зборова на којима се говорила о тешким стамбеним приликама. На протестима је учествовало око 6.000 грађана.[6]

#### 12. април
- Формирана прва социјалистичка организавција у Подгорици.[6]

#### 13. април
- У Новом Саду одржан Осми конгрес Срба и Буњеваца социјалдемократа. На Конгресу је је донесена одлука да њихови представници учествују на Конгресу уједињења југословенског радничког покрета. У време одржавања Конгреса, Српскобуњевачки агитациони одбор имао је организације у 18 места Војводине.[6]

#### 15. април
- У Београду, од 15. до 18. априла, одржан закључни конгрес Српске социјалдемократске странке на ком је усвојена „Подлога уједињења“ и изабрана комисија у заједници са делегатима осталих социјалистичких партија, за припремање дневног реда „Конгреса уједињења“.[6]

#### 17. април
- У Сарајеву, 17. и 18. априла, одржан Шести закључни конгрес СДС Босне и Херцеговине. На конгресу је изабрано преко 100 делегата за „Конгрес уједињења“, а Јово Јакшић је поднео реферат о оснивању СРПЈ (к). Током рада конгреса испољила су се различита схватања о будућој оријентацији нове јединствене партије. Групу која се залагала за „диктатуру пролетаријата“, предводили су Гојко Вуковић, Митар Трифуновић, Ђуро Ђаковић и Фрањо Резач, а другу групу, која се залагала за умереније методе борбе и сарадњу са буржоазијом, браћа Крекић и други.[6]

#### 20. април
- У Београду одржана Конференција жена социјалиста (комуниста) на којој је извршено уједињење свих женских социјалистичких покрета у јединствени женски социјалистички покрет Југославије. На Конференцији се расправљало о учешћу жена у друштвено-политичком животу, о запошљавању жена, о решавању свакодневних животних проблема, о обнављању постојећих и оснивању нових секретеријата жена социјалиста, организовању радница у синдикалне и партијске организације. На крају Конференције изабран је Централни секретеријат жена социјалиста и усвојен Статут жена социјалиста (комуниста), чије су основе биле исте као и Статута СРПЈ(к).[7]

- У Београду, од 20. до 22. априла одржан Први оснивачки конгрес Социјалистичке радничке партије Југославије (комуниста) (СРПЈ (к)). Конгресу је присуствовало 432 делегата из свих крајева Југославије, изузев Словеније. На Конгресу је усвојен Статут партије и донесено неколико Резолуција. На крају рада Конгреса изабрано је Централно партијско веће од 31 члана и Ивршни одбор од 8 чланова.[8][9]
- У Београду, од 20. до 23. априла, одржан Конгрес уједињења југословенских синдиката. Конгресу је присуствовало 432 делегата из свих крајева Југославије, изузев Словеније (делегати су били исти као и на партијском конгресу). Реферат о уједињењу синдиката поднео је Благоје Брачинац. На Конгресу је, уз много неслагања, усвојен Правилник Централног радничког синдикалног већа Југославије (ЦРСВЈ). На крају Конгреса изабрано је Централно радничко синдикално веће од 31 члана и Извршни одбор од 12 чланова. За председнике Извршног одбора ЦРСВ изабрани су Душан Пешић, из Београда и Славко Каурић, из Загреба, а Лаза Стефановић за секретара.[8]
- На основу Статута СРПЈ(к) формиран је Покрајински одбор СРПЈ(к) за Босну и Херцеговину и Црну Гору. Неки од његових чланова били су: Саво Капор, Милан Јокић, Сретен и Јово Јакшић, Фрањо Раушер, Богдан Крстић и др.[7][10]

#### 27. април
- Министарски савет Краљевине Срба, Хрвата и Словенаца донео одлуку о забрани прослава Првог маја у читавој земљи.[7]

#### 29. април
- Изашао први број „Гласа слободе“ под новим насловом „Орган Социјалистичке радничке партије Југославије (комуниста)“. Тако је дотадашњи орган СДС БиХ постао један од органа СРПЈ(к), али је као и раније наставио да уједно буде и партијски и синдикални лист.[7]

#### 30. април
- У Сарајеву отпочео генерални штрајк радника на трамвајима, у железничкој радионици, водоводу и електричној централи због забране прославе Првог маја. Заједно са овом акцијом радника, солидарисали су се и многи грађани Сарајева. Следећих дана у штрајк су ступили и радници Зенице, Какња, Брезе и Креке. Власти су на ово одговориле силом - уз помоћ војске, ухапшено је око 500 радника; пред Војни суд изведени су многи партијски и синдикални функционери, затворен је Раднички дом и забрањено излажење „Гласа слободе“.[7]
- У Загребу отпочео протестни генерални штрајк, који је трајао од 30. априла до 2. маја ујутро. Штрајком и другим манифестацијама везаним за прославу Првог маја руководио је Раднички одбор састављен од представника СДС Хрватске и Славоније и СРПЈ(к).[7]

| Јануар Фебруар Март Април Мај Јун Јул Август Септембар Октобар Новембар Децембар |

## Мај

#### 1. мај
- Партијско и синдикално вођство Бањалуке, упркос забрани, организовало је првомајску манифестациону поворку кроз град. Том приликом је интервенисала полиција и ухапсила 35 учесника.
- У Београду обуставом рада у свим радионицама и предузећима и зборовима у Народном дому свечано прослављен Први мај.[11]
- Уз штрајкове и манифестације Први мај прослављен у низу градова: Врању, Нишу, Ћуприји, Зајечару, Јагодини, Прокупљу, Крагујевцу, Пироту, Краљеву, Чачку и др.[11]
- На простору Црне Горе изведене првомајске прославе у Котору, Херцег Новом, Тивту, Петровцу, Цетињу, Подгорици, Даниловграду, Никшићу, Бару и Улцињу (ово је било прво прослављање Празника рада у Црној Гори).[11]

#### 15. мај
- У Загребу, одлуком Месне организације, а на основу закључака прве седнице Централног партијског већа СРПЈ(к), основана Политичка школа. Програмску основу школе израдио је Ђуро Цвијић, који је и руководио радом школе. Предавачи у школи су били тада познати партијску функционери — Симо Миљуш, Славко Каурић, Камило Хорватин, Светозар Делић и др. Школа је постојала све до забране комунистичког покрета, децембра 1920. године.[12]

| Јануар Фебруар Март Април Мај Јун Јул Август Септембар Октобар Новембар Децембар |

## Јун

#### 8. јун
- У Љубљани, 8. и 9. јуна, одржан Конгрес словеначких социјалдемократских организација на ком је учествовало 87 делегата, који су заступали 19.000 чланова. На Конгресу је решено да се припреми уједињење словеначких струковних организација са другим струковним организацијама у Југославије.[12]

#### 15. јун
- У Босни и Херцеговини издато наређење да се може обновити рад распуштених радничких организација и да им се врати одузета имовина (до забране и одузимања имовине је дошло после радничких протеста због забране прославе првог маја). Чланови Покрајинског извршног одбора СРПЈ(к) за Босну и Херцеговину и Црну Гору поново су преузели раднички дом, архиву и редакцију листа „Глас слободе“.[12]

#### 23. јун
- У Београду одржане велике студентске демонстрације у знак протеста због хапшења шест студената, међу којима и Владимира Чопића.[12]

#### 29. јун
- У Београду на тргу Славија, испред Социјалистичког народног дома, одржан митинг око 4.000 грађана. Са митинга је упућен протестни меморндум влади због пргона, цензуре, ограничавања слободе кретања и кршења Закона о радњама.[13]

| Јануар Фебруар Март Април Мај Јун Јул Август Септембар Октобар Новембар Децембар |

## Јул

#### 6. јул
- У Тузли, Креки и Лукавцу, уз учешће преко 1.000 радника одржана прва јавна скупштина, после првомајских прогона. На скупштини су говорили Коста Новаковић, Митар Трифуновић и Драго Жедник. Усвојена је Резолуција у којој се протестује против прогона радника.[13]

#### 15. јул
- У Загребу ухапшен Сима Миљуш, бивши председник Удружења академске социјалистичке омладине и делегат загребачке подружнице Социјалдемократске странке Хрватске и Славоније на „Конгресу уједињења“. Пре њега ухапшен је Владимир Чопић, а касније Филип Филиповић и Сима Марковић. Они су оптужени да су агенти Беле Куна и Москве и да су припремали бољшевички преврат у Југославији. Процес против њих водио је пуковник Васовић, који је био тужилац и на Солунском процесу. Пошто је „крунски сведок“ власти био Алфред Дијамантштајн, овај случај је добио назив „Афера Дијамантштајн“. Због недостатака доказа, али и формирања нове Владе, под председништвом Љубе Давидовића, средином августа исте године, сви оптужени су ослобођени оптужбе и пуштени на слободу.[13]

#### 21. јул
- Организован је генерални штрајк „пролетерске солидарности“ са совјетским републикама у Русији и Мађарској. Штрајк је организован на предлог Народног комесеријата иностраних послова Совјетске Русије и одржан је у многим државама света. Власти Краљевине СХС покушале су на све начине да спрече одржавање штрајка. Упркос забрани у свим већим местима Југославије одржани су протестни зборови и усвојене резолуције против стране инервенције у Совјетској Русији и Совјетској Мађарској. Овај штрајк, Влада Краљевине СХС, предвођена радикалом Стојаном Протићем је искористила као изговор да своје трупе нешаље на интервенцију у Мађарску.[14]

| Јануар Фебруар Март Април Мај Јун Јул Август Септембар Октобар Новембар Децембар |

## Август

#### 2. август
- У Босни и Херцеговини, 2. и 3. августа, одржане прве јавне радничке скупштине, после првомајских протеста — 2. августа пред око 500 рудара Какња и Згошће о стању у радничком покрету говоио је Стјепан Душек, а 3. августа у Зеници је оджана радничка скупштина, којој је присуствовало око 1.500 радника, којима је о политичкој ситуацији у земљи говорио Милош Требињац.[15]

#### 16. август
- Формирана нова Влада Краљевине СХС на чијем је челу био Љубомир Давидовић, председник Југословенске демократске странке (ова Влада постојала је до 19. фебруара 1920. када је заменила Влада радикала Стојана Протића). За време мандата ове Владе уведено је осмочасовно радно време и осигурање радника.

#### 24. август
- У Сарајеву, на основу решења команданта Босанске дивизијске области, из истражног затвора пуштени на слободу партијски и синдикални функционери радничког покрета Босне и Херцеговине, који су били ухапшени током првомајских протеста. Међу ухапшенима, који су тада пуштени, били су: Саво Капор, Сретен и Јово Јакшић, Фрањо Рауштер, Богдан Крекић, Богољуб Ћурић, Ђуро Мочевић, Ђуро Ђаковић, Милан Јокић и Петар Вагнер.[15]

#### 25. август
- У Сплиту основан Покрајински секретаријат жена-комуниста Далмације. До тада се организација, у којој су дејствовале социјалисткиње у Сплиту, називала Удруга социјалистичких жена и бројила је око 250 активних чланица.[15]

| Јануар Фебруар Март Април Мај Јун Јул Август Септембар Октобар Новембар Децембар |

## Септембар

#### 8. септембар
- Илија Милкић постао председник Југословенске комунистичке групе која је деловала при Руској комунистичкој партији (бољшевика).[16]

#### 12. септембар
- Демократско-социјалистичка влада, под председништвом Љубе Давидовића, формирана средином августа, придржавајући се одлука Међународне конференције у Вашингтону, донела „Уредбу о радном времену у индустријским, занатским, рударским, трговачким и саобраћајним предузећима“, којом је уведено осмочасовно радно време. Иако ова Уредба није доследно спровођена, па је у појединим случајевима радно време трајало и по 11 часова, ипак су ове мере ограничиле експлоатацију радника.[15]

#### 14. септембар
- У Бањалуци одржана јавна скупштина, којој је присуствовало око 1.000 радника и грађана. О унутрашњој политици и положају радника говорио је Душан Глумац.[16]

#### 19. септембар
- Отпочео штрајк банковних чиновника и подорника у Загребу. Они су тражили повећање плате, а штрајк је трајао до 5. новембра. Штрајк је завршен споразумом, којим су прихваћени само минимални захтеви, а велики број чиновника је остао без посла.[16]

#### 28. септембар
- У Загребу, од 28. до 30. септембра, одржан Конгрес на ком су се организационо ујединиле синдикалне покрајинске организације саобраћајних и транспортних радника и службеника и створен Савез саобраћајних и транспортних радника и службеника Југославије (ССТРиСЈ) са седиштем у Загребу. Савез је имао укупно 31.191 члана, распоређених по покрајинама: Србија 4.800, Хрватска и Славонија — 10.726, Босна и Херцеговина — 7.240, Словенија — 5.300, Војводина — 2.700 и Далмација — 425 чланова. У оквиру савеза постојале су секције: железничара, бродараца, трамвајаца, ПТТ особља и др.[16]

| Јануар Фебруар Март Април Мај Јун Јул Август Септембар Октобар Новембар Децембар |

## Октобар

#### 10. октобар
- У Загребу одржана Оснивачка конференција Савеза комунистичке омладине Југославије (СКОЈ). Припреме за основање омладинске организације СРПЈ(к) почеле су када и за Конгрес уједињења, а 18. априла је у Београду створен Привремени централни одбор СКОЈ-а. Студенти-комуниси и комунистички оријентисани омладинци најпре су деловали у оквиру организације „Југословенска уједињена омладина“, а када њен састанак нису успели да претворе у свој, одлучили су се за оснивање сопствене организације.[17][18]

#### 16. октобар
- У Приштини одржан збор радника и грађана на ком је основана месна организација СРПЈ(к) и изабрана управа од 9 чланова.[17]

#### 25. октобар
- У Трбовљу одржан збор рудара на коме су намеравали да оснују комунистичку организацију. Пошто су жандарми намеравали да растуре збор и ухапсе организатора — рударског секретара Нина Фурлана, више од хиљаду радника је опколило жандаре. Идућих дана је због хапшења комунистичких вођа дошло до новог штрајка у Трбовљу, ком су се убрзо придружили и радници и рудари из Храстника и Загорја. Штрајкачи су захтевали повећање надница, проглашење републике и социјализацију рудника. Штрајк је окончан 6. новембра, делимичним испуњењем захтева.[17]

| Јануар Фебруар Март Април Мај Јун Јул Август Септембар Октобар Новембар Децембар |

## Новембар

#### 7. новембар
- У многим местима широм Југославије одржане су спомен вечери у част двогодишњице Октобарске револуције и у спомен на петогодишњицу смрти Димитрија Туцовића (1881—1914).[19]
- У Радничком дому у Сарајеву, у присуству око 1.000 радника и грађана, о годишњици Октобарске револуције говорио је Јово Јакшић, члан ЦПВ СРПЈ(к), а о петогодишњици смрти Димитрија Туцовића Мирко Обрадовић.[19]

#### 16. новембар
- Месна организација СРПЈ(к) у Срајајеву организовала јавну скупштину, на којој се дискутовало о скупоћи, политичким прогонима и др. Скупштини је присуствовало око 5.000 људи, због чега је одржана на два места — у сали Радничког дома и у башти Радничког дома. На обе скупштине говорили су чланови Покрајинског партијског и синдикалног вођства.[19]

#### 20. новембар
- У Берлину (Немачки рајх), од 20. до 26. новембра, одржан Оснивачки конгрес Комунистичке омладинске интернационале (КОИ). Ова организација деловала је у оквиру Коминтерне и постојала је до 1943. године, када је распуштена заједно са Коминтерном. Окупљала је подмладке комунистичких партија. На Оснивачком конгресу КОИ учествовао је и делегат Савеза комунистичке омладине Југославије (СКОЈ), али није имао право гласа.[19]

#### 30. новембар
- У Сарајеву одржана протестна шетња жена против скупоће. Пред око 2.000 присутних о узроцима скупоће и политици говорили су Митар Трифуновић и Анка Тамел.[19]

| Јануар Фебруар Март Април Мај Јун Јул Август Септембар Октобар Новембар Децембар |

## Децембар

#### 1. децембар
- У Загребу изашао први број листа „Црвена застава“ органа Савеза комунистичке омладине Југославије. После изласка трећег броја, редакција листа је прешла из Загреба у Београд, где се 15. јануара 1920. године појавио четврти број. Излазио је до 15. децембра 1920. године. У њему су сарађивали: Драгутин Баришец, Часлав Гавриловић, Филип Јовановић и др.[19]

#### 4. децембар
- У Сарајеву формирана месна организација СКОЈ-а и привремени Покрајински одброр СКОЈ-а за Босну и Херцеговину. У месно сарајевско руководство СКОЈ-а изабрани су: Антон Шмит, Јосип Чижински, Фрањо Парте, Максо Сварц и др.[20]

#### 5. децембар
- У Београду, од 5. до 7. децембра, одржана седница Централног партијског већа СРПЈ(к) на којој се расправљало о међународној и унутрашњој ситуацији, о питању учешћа Партије на општинским изборима и о предлогу Главног одбора Социјалдемократске странке за Словенију за преговоре о уједињењу.[20]

#### 7. децембар
- Месна организација СРПЈ(к) у Зеници организовала је јавну скупшину на којој је пред око 2.000 радника и грађана о положају радничке класе говорио Митар Трифуновић Учо.[20]

| Јануар Фебруар Март Април Мај Јун Јул Август Септембар Октобар Новембар Децембар |